# Northrop N-3PB
Die Northrop N-3PB war ein einmotoriges Wasserflugzeug, das als Patrouillenbomber in der Luftwaffenabteilung der Königlich-Norwegischen Marine (Marinens Flyvevesen) im Zweiten Weltkrieg diente.

## Geschichte und Konstruktion
Anfang 1940 bestellte die norwegische Regierung 24 Maschinen dieses Typs, die sonst in keiner anderen Luftwaffe verwendet wurden. Nach der Besetzung Norwegens im April 1940 durch die Deutschen konnten die Maschinen nicht mehr nach Norwegen geliefert werden.
Der Erstflug der N-3PB erfolgte am 1. November 1940 und ab 1941 begann man mit der Auslieferung nach Reykjavík in Island, wo die Norweger mit dem Royal Norwegian Naval Air Service (RNNAS) weiter kämpften. Die N-3PB dienten hauptsächlich zur Bekämpfung von U-Booten und als Eskortenflugzeuge für Schiffkonvois. Allerdings wurden sie nie in direkte Kampfhandlungen mit deutschen Maschinen verwickelt.
Einige Maschinen gingen in der Arktis aufgrund des Wetters verloren. In den 1970er-Jahren entdeckte man ein N-3PB-Wrack in Island. Dieses wurde bei der Northrop Corporation in Kalifornien restauriert. Momentan lagert das Flugzeug in einer Halle in Gardermoen, Norwegen.

## Militärische Nutzer
- Norwegen

## Technische Daten

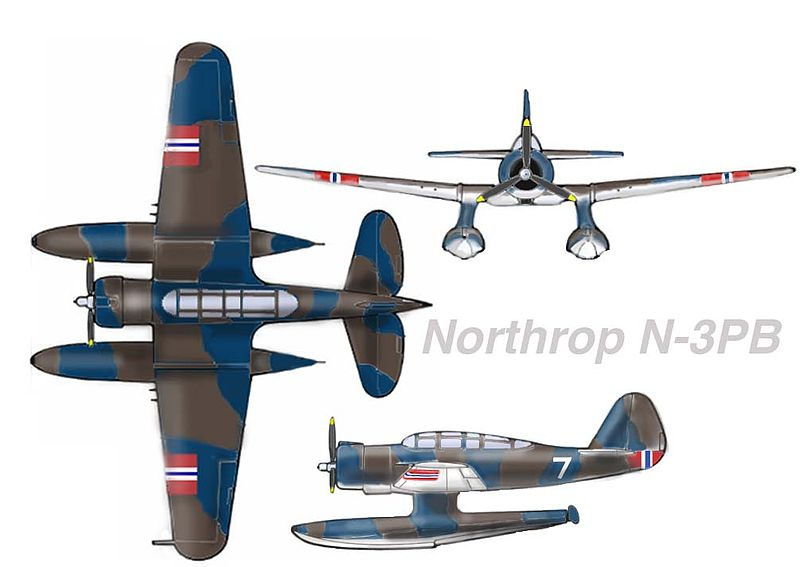
Northrop N-3PB in "Little Norway" Lackierung, ca. 1941

| Kenngröße             | Daten                                                                    |
| --------------------- | ------------------------------------------------------------------------ |
| Besatzung             | 3 (Pilot, Navigator, Funker)                                             |
| Länge                 | 10,97 m                                                                  |
| Spannweite            | 14,91 m                                                                  |
| Höhe                  | 3,66 m                                                                   |
| Flügelfläche          | 34,92 m²                                                                 |
| Leermasse             | 2808 kg                                                                  |
| Startmasse            | 4808 kg                                                                  |
| Antrieb               | ein Wright Cyclone GR-1820 mit 1.217 PS (895 kW)                         |
| Höchstgeschwindigkeit | 414 km/h                                                                 |
| Reichweite            | 1609 km                                                                  |
| Dienstgipfelhöhe      | 7392 m                                                                   |
| Bewaffnung            | vier 12,7-mm-MGs, zwei 7,7-mm-MGs, ein 907-kg-Torpedo oder 907 kg Bomben |